# Fakulteta za znanost o materialih v Moskvi
Fakulteta za znanost o materialih v Moskvi (rusko Факультет наук о материалах МГУ) je javna fakulteta, ki ponuja študij materialov in deluje v sklopu Državne univerze v Moskvi; ustanovljena je bila leta 1991.
Fakulteta je bila ustanovljena s preoblikovanjem Visoke šole ved o materialih in s sodelovanjem treh fakultet: za kemijo, za fiziko in za mehaniko ter matematiko.